# Tainavesi
Tainavesi är en sjö i kommunen Mäntyharju i landskapet Södra Savolax i Finland. Sjön ligger 83,8 meter över havet. Arean är 1,82 kvadratkilometer och strandlinjen är 14,91 kilometer lång. Sjön  ingår i Kymmene älvs huvudavrinningsområde.   Den ligger omkring 40 kilometer söder om S:t Michel och omkring 170 kilometer nordöst om Helsingfors. 